# 中東直己
中東 直己（なかひがし なおき、1981年10月5日 - ）は、広島県呉市出身の元プロ野球選手（外野手・捕手）。2008年6月23日から2009年シーズンまでは中東 直瑛(なかひがし なおてる)の登録名を用いていた。

## 来歴

### プロ入り前
呉市立仁方小学校1年から軟式野球部に入るが、練習が週末にしかないことに不満を持ち、2年からはソフトボール部へ移った。幼少期からカープのファンで、広島市民球場に通っていた。小早川毅彦が江川卓から打ったサヨナラホームランは強烈な印象があるという。仁方中学校からふたたび軟式野球部に所属し外野を務めた。進学した広島工高では右肩を痛め、満足なプレーができず、卒業したら野球をやめるつもりだった。しかし知人の紹介で3年生の夏に東亜大学硬式野球部の練習に参加し、再び野球の面白さに気付いた。
東亜大学に進学し、外野手として3年春に中国六大学野球リーグ戦で首位打者、春秋ともベストナイン。2003年の大学4年時には1番打者にして捕手としてリーグ戦で活躍し春秋優勝、いずれもリーグMVP、ベストナイン。春の第52回大学選手権準々決勝で準優勝した亜大に4-6で敗れベスト8止まりだったものの、秋の第34回明治神宮大会では準決勝で早大を7-3、決勝で神奈川大を10-9で下し優勝した。第32回日米大学野球日本代表にも選ばれ、打率.421を記録した。大学卒業後、プロを念頭にJR西日本に進み、1年目からレギュラー捕手の座をつかんだが、野球部は休部を余儀なくされ、ホンダ鈴鹿に移籍。ホンダ鈴鹿では主に1番・センターで起用され、俊足に加え長打力のある切り込み隊長としてチームの都市対抗野球大会出場に貢献した。
2006年のドラフト5位で、広島東洋カープに入団。

### 広島時代
2007年は外野手登録ではあるが、オープン戦では捕手としても出場した。オープン戦で牽制で一塁に帰塁する際に右手の指を捻挫し、開幕一軍を逃すが、4月14日の中日ドラゴンズ戦に代打で初出場。翌4月15日の試合で8回から捕手として守備に就く。4月17日対読売ジャイアンツ戦（スカイマークスタジアム）でプロ初スタメン。プロ初安打はならなかったが、プロ初打点を記録した。9回裏2死2塁の場面で李承燁のセンターフライを落球した（チームは勝利）。7月19日に行われたフレッシュオールスターでは初回先頭打者としてヒットで出塁。その後立て続けに二盗、三盗と決め、三盗時に捕手の悪送球でホームインし、MVPを獲得した。しかしその後の打席でファウルを打った際に骨折した。二軍では打率.394で、17試合で9盗塁を決めた。
2008年は開幕一軍入りを果たすもすぐに二軍降格。4月末に二軍の試合で右手の甲を痛めて戦線離脱。故障続きのため、心機一転、6月23日に登録名を中東直己から「中東直瑛」に改名した。秋から層の厚い外野に対して、手薄な捕手を主体に行くこととなり本格的に捕手の練習を行った。
2009年も前年同様開幕一軍だったが、1試合の出場で降格。再昇格は無かった。
2010年は再び外野手登録となり、登録名も本名の「中東直己」に戻した。
2011年は背番号を「00」に変更。シーズン中盤以降守備・代走要員として一軍に定着し、自己最多となる64試合に出場した。8月14日の巨人戦(東京ドーム)では、4年ぶりに一軍の試合で捕手を務めた。代走として出場した8月30日のヤクルト戦では、勝ち越し点となる好走塁を見せた。
2012年は開幕一軍となり、53試合に出場した。
2013年はシーズン初スタメン出場となる5月8日の横浜DeNAベイスターズ戦で走塁で勝利に貢献し、自身初となるヒーローインタビューを受けた。その後5月12日の中日ドラゴンズ戦では途中出場して勝ち越し打を放ち、さらに5月14日の福岡ソフトバンクホークス戦ではプロ初本塁打を打ったことで、1週間の間に3回のヒーローインタビューを受けることになった。
2014年も主に守備・代走要員として一軍に定着し、2011年の64試合を上回る自己最多の86試合に出場した。12月12日には、広島HOMEテレビ『鯉のはなシアター』の「中東直己と赤き球場 〜時を越えた30年の想い〜 」に出演した。
2015年はわずか9試合の出場に終わり、3打数無安打だった。
2016年には、一軍公式戦への出場機会がないまま、10月3日に球団から戦力外通告を受けた。12月2日、自由契約公示された。

### 広島退団後
NPB他球団での現役続行を希望したため、2016年11月12日には、甲子園球場で開催の12球団合同トライアウトに参加。シートバッティング形式の対戦では、5人の投手を相手に5打数2安打という結果を残した。また、他の対戦中には、本職の捕手としてマスクを被った。
獲得の意思を示す球団がなかったことから、現役を引退した。

### 引退後
2017年2月からは広島OBで先輩の山本浩二の紹介で、広島県内の一般企業に勤務することを本人がtwitter上で公表した。
2017年には勤務先でもある株式会社大和興産のテレビコマーシャルに出演し、ウルトラマン（初代）や同シリーズの怪獣とも共演した他、同社の公式ブログにも社員として寄稿することがあった。その後は別企業に転職している。

## 選手としての特徴・人物
俊足を生かした堅実な外野守備に加え、捕手もこなす万能選手。打撃では速い直球に強かった。現役時代は主に貴重なスーパーサブとして活躍した。
明るく前向きな性格であり、雨天コールドになった試合では上本崇司と共にAKB48の「恋するフォーチュンクッキー」の曲に合わせて踊り、ファンを楽しませていた。
現役時代の一番の思い出として、2011年8月30日のヤクルト戦を挙げている。この試合では2－2の延長十回2死から二塁ランナーの代走で出場し、相手投手の暴投で、二塁から一気に勝ち越しの本塁を奪った。この事について、武器である俊足を生かしてチームの勝利に初めて貢献できたことが印象強く残っているという。
現役時代は毎年キャンプの期間に入ると、中東の母親が手作りのいちご大福を差し入れ、チームメイトからは「勝利を呼ぶ」と言われていた。2013年には約200個がキャンプ地へ届けられている。また、そのレシピがNHKのEテレで放送されている番組「グレーテルのかまど」で取り上げられた。
小学校ではPTA会長を務めた経験がある。

## 詳細情報

### 年度別打撃成績
| 年 度     | 球 団     | 試 合 | 打 席 | 打 数 | 得 点 | 安 打 | 二 塁 打 | 三 塁 打 | 本 塁 打 | 塁 打 | 打 点 | 盗 塁 | 盗 塁 死 | 犠 打 | 犠 飛 | 四 球 | 敬 遠 | 死 球 | 三 振 | 併 殺 打 | 打 率 | 出 塁 率 | 長 打 率 | O P S |
| --------- | --------- | ----- | ----- | ----- | ----- | ----- | -------- | -------- | -------- | ----- | ----- | ----- | -------- | ----- | ----- | ----- | ----- | ----- | ----- | -------- | ----- | -------- | -------- | ----- |
| 2007      | 広島      | 31    | 74    | 70    | 7     | 14    | 2        | 0        | 0        | 16    | 2     | 4     | 0        | 0     | 0     | 4     | 0     | 0     | 18    | 0        | .200  | .243     | .229     | .472  |
| 2008      | 広島      | 5     | 2     | 2     | 2     | 1     | 0        | 0        | 0        | 1     | 0     | 0     | 0        | 0     | 0     | 0     | 0     | 0     | 1     | 0        | .500  | .500     | .500     | 1.000 |
| 2009      | 広島      | 1     | 1     | 1     | 0     | 0     | 0        | 0        | 0        | 0     | 0     | 1     | 0        | 0     | 0     | 0     | 0     | 0     | 0     | 0        | .000  | .000     | .000     | .000  |
| 2010      | 広島      | 15    | 11    | 9     | 5     | 0     | 0        | 0        | 0        | 0     | 1     | 3     | 0        | 0     | 1     | 1     | 0     | 0     | 3     | 0        | .000  | .091     | .000     | .091  |
| 2011      | 広島      | 64    | 34    | 34    | 7     | 7     | 1        | 0        | 0        | 8     | 1     | 3     | 4        | 0     | 0     | 0     | 0     | 0     | 4     | 0        | .206  | .206     | .235     | .441  |
| 2012      | 広島      | 53    | 33    | 29    | 10    | 9     | 0        | 0        | 0        | 9     | 1     | 1     | 1        | 2     | 0     | 2     | 0     | 0     | 5     | 0        | .310  | .355     | .310     | .665  |
| 2013      | 広島      | 51    | 87    | 77    | 12    | 21    | 3        | 0        | 1        | 27    | 4     | 3     | 2        | 3     | 0     | 7     | 1     | 0     | 13    | 0        | .273  | .333     | .351     | .684  |
| 2014      | 広島      | 86    | 87    | 80    | 10    | 19    | 2        | 0        | 1        | 24    | 7     | 4     | 2        | 1     | 1     | 4     | 0     | 1     | 9     | 1        | .238  | .279     | .300     | .579  |
| 2015      | 広島      | 9     | 4     | 3     | 1     | 0     | 0        | 0        | 0        | 0     | 0     | 0     | 0        | 1     | 0     | 0     | 0     | 0     | 1     | 0        | .000  | .000     | .000     | .000  |
| 通算：9年 | 通算：9年 | 315   | 333   | 305   | 54    | 71    | 8        | 0        | 2        | 85    | 16    | 19    | 9        | 7     | 2     | 18    | 1     | 1     | 54    | 1        | .233  | .276     | .279     | .556  |

### 年度別守備成績
| 年 度 | 球 団 | 外野  | 外野  | 外野  | 外野  | 外野  | 外野     | 捕手  | 捕手  | 捕手  | 捕手  | 捕手  | 捕手  | 捕手     | 捕手     | 捕手     | 捕手     | 捕手     |
| 年 度 | 球 団 | 試 合 | 刺 殺 | 補 殺 | 失 策 | 併 殺 | 守 備 率 | 試 合 | 刺 殺 | 補 殺 | 失 策 | 併 殺 | 捕 逸 | 守 備 率 | 企 図 数 | 許 盗 塁 | 盗 塁 刺 | 阻 止 率 |
| ----- | ----- | ----- | ----- | ----- | ----- | ----- | -------- | ----- | ----- | ----- | ----- | ----- | ----- | -------- | -------- | -------- | -------- | -------- |
| 2007  | 広島  | 16    | 25    | 1     | 1     | 0     | .963     | 2     | 5     | 0     | 0     | 1     | 0     | 1.000    | 0        | 0        | 0        | -        |
| 2008  | 広島  | 1     | 1     | 0     | 0     | 0     | 1.000    | -     | -     | -     | -     | -     | -     | -        | -        | -        | -        | -        |
| 2009  | 広島  | 1     | 0     | 0     | 0     | 0     | .000     | -     | -     | -     | -     | -     | -     | -        | -        | -        | -        | -        |
| 2010  | 広島  | 7     | 5     | 1     | 0     | 1     | 1.000    | -     | -     | -     | -     | -     | -     | -        | -        | -        | -        | -        |
| 2011  | 広島  | 40    | 17    | 0     | 1     | 0     | .944     | 1     | 0     | 0     | 0     | 0     | 0     | ----     | 0        | 0        | 0        | -        |
| 2012  | 広島  | 34    | 16    | 1     | 0     | 0     | 1.000    | 1     | 1     | 0     | 0     | 0     | 0     | 1.000    | 0        | 0        | 0        | -        |
| 2013  | 広島  | 34    | 22    | 1     | 0     | 0     | 1.000    | 1     | 3     | 0     | 0     | 0     | 0     | 1.000    | 0        | 0        | 0        | -        |
| 2014  | 広島  | 62    | 25    | 3     | 0     | 1     | 1.000    | 1     | 3     | 0     | 0     | 0     | 0     | 1.000    | 0        | 0        | 0        | -        |
| 2015  | 広島  | 4     | 1     | 0     | 0     | 0     | 1.000    | -     | -     | -     | -     | -     | -     | -        | -        | -        | -        | -        |
| 通算  | 通算  | 199   | 112   | 7     | 2     | 2     | .983     | 6     | 12    | 0     | 0     | 1     | 0     | 1.000    | 0        | 0        | 0        | -        |

### 表彰
- フレッシュオールスターゲームMVP（2007年）

### 記録
- 初出場：2007年4月14日、対中日ドラゴンズ1回戦（広島市民球場）、8回裏に梅津智弘の代打で出場
- 初打席：同上、8回裏に吉見一起の前に空振り三振
- 初先発出場：2007年4月17日、対読売ジャイアンツ4回戦（スカイマークスタジアム）、1番・中堅手で先発出場
- 初打点：同上、7回表に姜建銘から一塁ゴロの間に記録
- 初盗塁：2007年4月18日、対読売ジャイアンツ5回戦（京セラドーム大阪）、1回表に二盗（投手：金刃憲人、捕手：阿部慎之助）
- 初安打：2007年5月8日、対中日ドラゴンズ6回戦（福山市民球場）、5回裏にビクトル・マルテの代打で出場、朝倉健太から左前安打
- 初本塁打：2013年5月14日、対福岡ソフトバンクホークス1回戦（MAZDA Zoom-Zoom スタジアム広島）、1回裏に大場翔太から右越先制ソロ

### 背番号
- 35 （2007年 - 2010年）
- 00 （2011年 - 2016年）

### 登録名
- 中東 直己 （なかひがし なおき、2007年 - 2008年6月22日、2010年 - 2016年）
- 中東 直瑛 （なかひがし なおてる、2008年6月23日 - 2009年）